# Jean Sommer
 (février 2022).
Il peut être nécessaire de l'améliorer pour respecter le principe de neutralité de point de vue. Veuillez consulter la page de discussion pour plus de détails.

 (septembre 2010).
Si vous disposez d'ouvrages ou d'articles de référence ou si vous connaissez des sites web de qualité traitant du thème abordé ici, merci de compléter l'article en donnant les références utiles à sa vérifiabilité et en les liant à la section « Notes et références ».
Pour les articles homonymes, voir Sommer.
Pour l’article ayant un titre homophone, voir Jean Somer.
Jean Sommer est un auteur-compositeur-interprète français né le 23 avril 1943.

## Biographie
Il commence à chanter au cabaret dès 1965. Il sort son premier disque en 1968 qui sera couronné par le grand prix de l'Académie Charles-Cros. 
En 1976, il chante Hommes des villes, puis Y'a un bistrot. Il se produit à Bobino (1re partie de Georges Brassens, Jean Ferrat...) et dans de nombreux festivals en France comme à l'étranger.
À partir de 1985, il anime des cours d'écriture de chansons, notamment au Studio des Variétés, puis se tourne vers le rap et va créer une troupe de jeunes de banlieue, la compagnie Extra Mureaux.
Il publie en 2020 l'ouvrage La voix, cet outil du pouvoir.

## Discographie
Certains des 33 tours ont été repris en CD.
- Jardin de France (1968) 33t. Gérard Meys. Prix de l’Académie Charles-Cros (premier disque)
- Je chante (1973) 33t. Philips/Phonogram. Prix de l'Académie Charles-Cros.
- Paris capitale (1974) 33t Philips/Phonogram
- Blues du chien (1975) 33t. Philips/Phonogram
- Aimer danser (1982) 33t. Jam
- Comme à 15 ans (1990). CD Cyrla
- Bon voyage (2000). CD Autoproduction Jean Sommer

## Publication
- La voix, cet outil du pouvoir, JC Lattès, 2020  (ISBN 9782709667746)